# Emmausz közösség
Az Emmausz olyan magyar alapítású katolikus karizmatikus közösség, amely a római katolikus egyház tanítását vallva evangelizációs, lélek támogató és imaszolgálatot végez.

## Története
Az Emmausz közösséget 1979-ben alapította Budapesten Katona István atya, aki 1977 óta szolgál a budapesti Alkantarai Szent Péter templomigazgatóságon. 1991-ben a közösség Paskai László bíborostól egyházi jóváhagyást nyert, mint krisztushívők magántársulása.

## Tevékenysége
A közösség hite a Szentírás, a római katolikus egyház tanításán és az apostoli hitvallás alapjain nyugszik, melyben a Szentlélek központi szerepet játszik. Célja az evangelizáció, lélek támogató szolgálatok, és imádságok végzése. Tagjai lehetnek világban élő hívek, papok, szerzetesek, egyedülállók, és házasok. Huszonöt imacsoportban 240 tagja van. Tagjai heti rendszerességgel jönnek össze, havonta lelki napot, évente lelki gyakorlatot tartanak. Egyéni vagy csoportos Oltáriszentség-imádásokon vesznek részt. és gyakran imádkozzák a rózsafüzért. A katolikus karizmatikus megújulás által kidolgozott "Élet a Lélekben" szemináriumokat, valamint a - pasztorálpszichológia tárgykörébe sorolható - Linn-féle gyógyító szemináriumokat szerveznek. Lelki támogatást nyújtanak a közösségen kívül plébániai szolgálatot, vagy különböző szociális, és lelki munkát vállalóknak. 12 éven át végeztek alkoholmentő missziót, utána ezt a szolgálatot átadták másoknak. Jelenleg kórházmissziót és börtönmissziót végeznek. Minden hónap 2. szombatján személyes közbenjáró imát végeznek közösségi házukban a testi, vagy lelki betegségben szenvedők gyógyulásáért szabadon fogalmazott imával és kézrátétellel. Időnként szükségesnek tartják a gonosz-lélek támadásaitól és megkötöző hatalmától megszabadító imákat. Fontosnak tartják a tisztítótűzben szenvedő lelkekért mondott imákat. A Mária Rádióban rendszeres imaszolgálatot vállalnak. Zenei szolgálatot végeznek a közösségi ház kápolnájában és a budapesti Alkantarai Szent Péter templom első szombati szentmiséin (Ferenciek tere, este fél nyolc).
A közösségnek országos folyóirata is van, a Marana Tha, amely a Szentlélekben való megújulást akarja segíteni. Megírását, kiadását, postázását a közösség tagjai végzik. Évente hatszor jelenik meg, 16 oldalon, 2000 példányban. A lap két fő rovatból áll: a Tanúságtevők rovatban az olvasók írják le, hogyan sikerült megoldaniuk különböző lelki gondjaikat Isten segítségével, hogyan találták meg életük célját az Úr követésében. A teológiai rovat pedig a mindennapi, gyakorlati élet szempontjából vizsgálja, milyen alapjai vannak Jézus követésének. A közösségtagok könyvek és hangzóanyagok készítését, fordítását, lektorálását, kiadását is végzik. Egyik legismertebb kiadványuk az Áldjad én lelkem az Urat című (a borító színe után Sárga Könyv-nek becézett) énekeskönyv és a hozzá kapcsolódó kazettasorozat.